# 31874 Kosiarek
31874 Kosiarek este o planetă minoră (asteroid) din centura de asteroizi. A fost descoperită pe 11 martie 2000 la Stația Anderson Mesa de Lowell Observatory Near-Earth-Object Search. 
Obiectul prezintă o orbită caracterizată de o semiaxă mare de 2,3319759 UAi, o excentricitate de 0,09, o înclinație de 4,32528 ° în raport cu ecliptica.